# 本篤十六世之死及葬禮
中欧时间2022年12月31日上午9时34分（UTC+01:00），前教皇本篤十六世在梵蒂冈教會之母修道院逝世。当局宣布他的遗体将于2023年1月2日移灵至圣伯多禄大殿供人民瞻仰，葬礼也已经开始筹备。在他逝世前，教皇方濟各已在12月28日的一份声明中暗示本笃十六世的健康状况恶化，他在声明中表示他“病得很重”，并恳求人们为他祈祷。他的去世标志着罗马天主教历史上一个特殊时刻的终结：由于本笃十六世在2013年罕见辞职，彼时世界上同时存在两个教皇。
梵蒂冈宣布他的葬礼将于2023年1月5日于聖伯多祿大殿举行。

## 背景

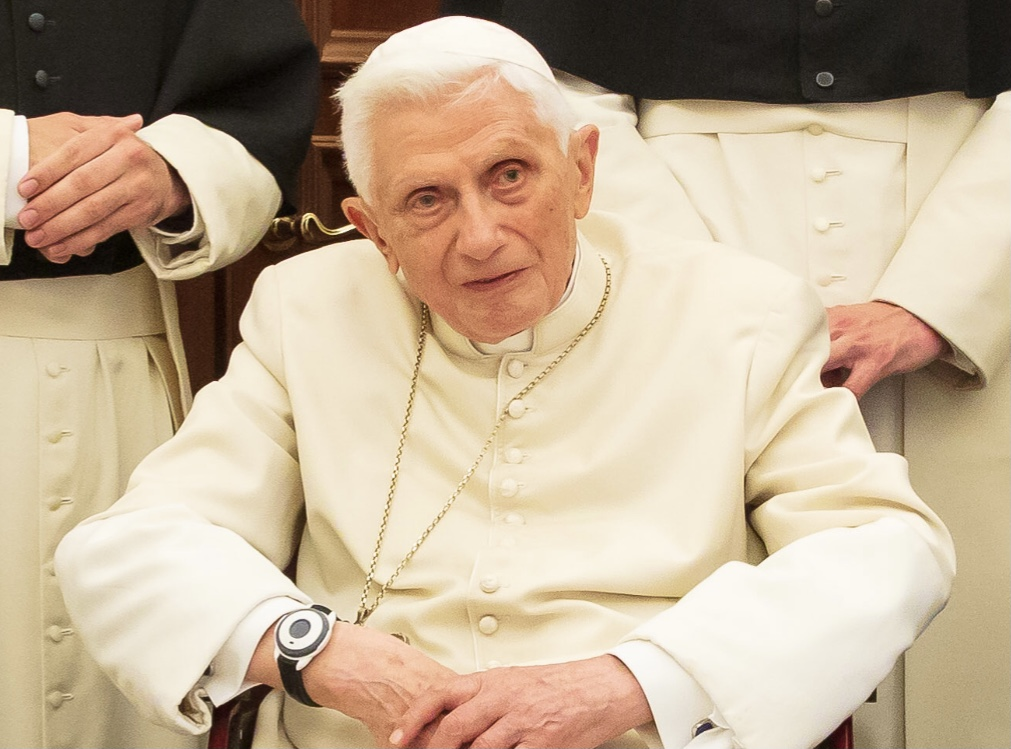
本笃十六世，摄于2019年

中欧时间2013年2月28日下午八时，本笃十六世辞任教皇，是为額我略十二世辞任六个世纪后首位辞去教皇职务的人，也是1296年教皇雷定五世退隐以来第一位自愿辞职的人。辭任後，他在罗马度过余生。
关于本笃十六世健康状况恶化的报道可以追溯到2017年。当年10月和11月，他与彼得·西瓦尔德和帕绍主教斯特凡·奥斯特的合照在脸书上流传。图片显示本笃十六世有一只黑眼圈。在图片发表前一周，他在家中滑倒，身上出现了血肿。这在几周前就已经出现在针对前教皇健康状况的猜测中。
2020年7月1日，本篤的哥哥乔治·拉青格在本笃十六世于6月探望他后不久便与世长辞。
2020年8月3日，继西瓦尔德于8月1日来访后德国媒体纷纷对本笃十六世的健康状况进行猜测，本篤的助手透露他患有三叉神經痛，但表示他的病情并不严重。马耳他红衣主教马里奥·格雷奇于2020年12月2日向《梵蒂冈新闻》称，本笃十六世在讲话时遇到了严重的困难，据报道他向红衣主教长老会说：“上帝取走了我的声音，以便让我欣赏沉默”。
尽管身体每况愈下，本笃十六世还是在2020年9月4日以93年4个月零16天的高寿超过良十三世（1903年逝世），成为最长寿的教皇。

## 生前
2022年12月，教皇方濟各对外宣布本笃十六世“病重”的消息。方濟各没有透露本笃十六世所患的疾病，但呼吁人们为他祈祷。当天晚些时候，聖座新聞辦公室的馬泰奧·布魯尼也提及到本篤的病，将病因归咎于“年迈”并透露他正在接受医疗监督，以及方濟各前往本笃十六世所在的教會之母修道院之事宜。
12月29日，布鲁尼报道称本笃十六世的情况仍极其严重，但头脑依然清醒。次日，本笃十六世现身于一场弥撒庆典，举办地点在其卧室，其身体状况仍较稳定。当日，罗马拉特朗圣若望大殿为本笃十六世举办了一场特别弥撒。

### 逝世
教皇本笃十六世于中欧时间2022年12月31日上午九时三十四分在其位于教會之母修道院的私人住所逝世，终年95岁。
同日，教廷公开了本笃十六世于2006年8月29日写下的精神遗嘱，而该文件直到他逝世后才被公众所知。秘书、密友乔治-甘斯韦恩表示，本笃十六世的遗言是“耶稣，我爱你！”（德語：Jesus, ich liebe dich!）。
同日，教宗方济各首次就本笃十六世去世发言，并对其作出称赞。

## 葬礼

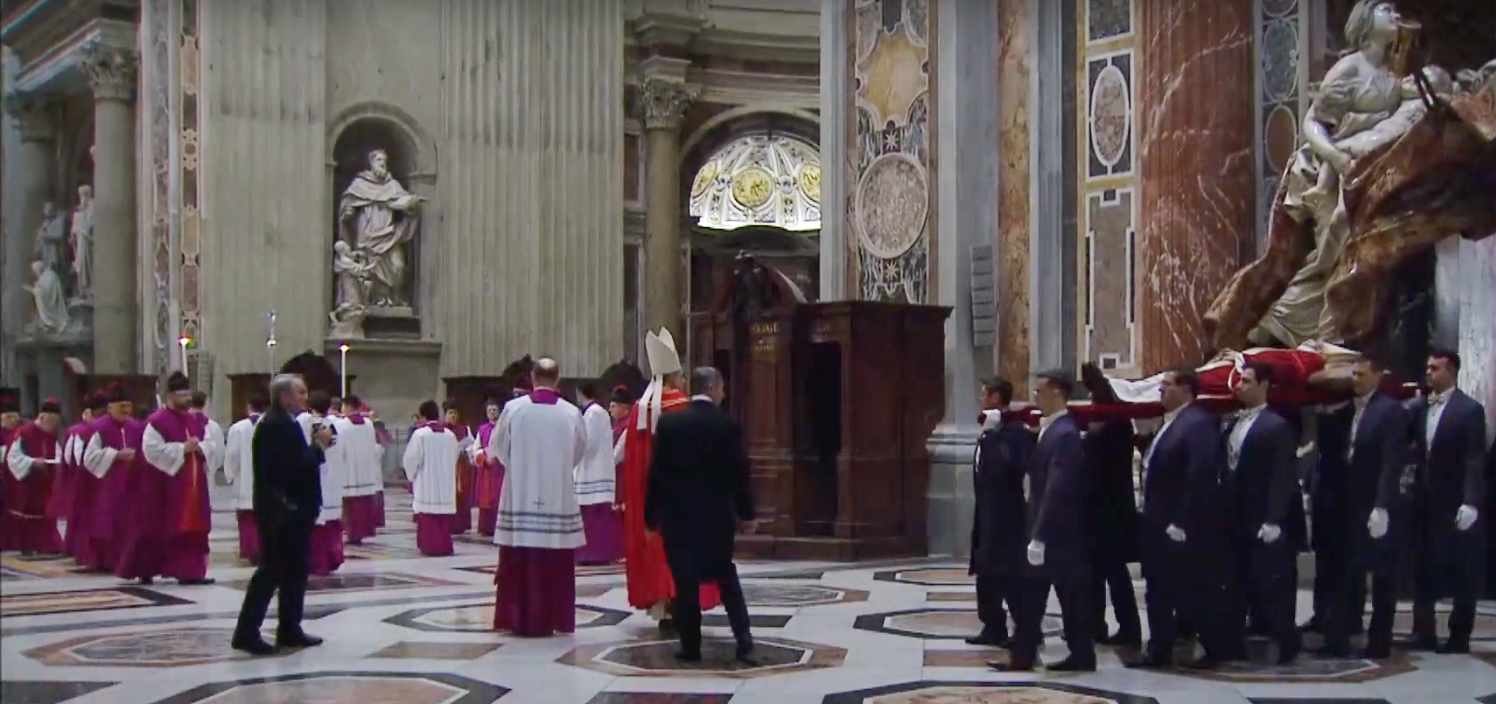
负责将遗体抬进圣伯多禄大殿的教皇绅士

梵蒂冈对在任教皇逝世至葬礼期间和之后发生的事情有严格的程序。由于缺乏先例，再者本篤十六世的死因尚不明確，梵蒂冈最初表示将在他死后的几个小时内公布葬礼计划，此外还表示他的遗体将于2023年1月2日移灵至聖伯多祿大殿。马泰奥·布鲁尼还透露葬礼将于1月5日举行，并由教宗方济各监督。梵蒂冈方面仅邀请了德国及意大利政府的官方代表团。由于本笃十六世非在任教皇，故其遗体并未佩戴披带及携带教宗权杖。
12月31日，教廷宣布本笃十六世的遗体将埋葬在聖伯多祿大殿下方的一个地下室中，即本篤十六世的前任聖若望·保祿二世首次下葬的墓穴中，按照其遺願下葬於此。
1月1日（即元旦及圣诞节后的第八天），本笃十六世的遗体移灵至教會之母修道院内的私人教堂内。5日舉行葬禮，安葬於聖伯多祿大殿地下室的教宗墓地。
1月2日早上，本笃十六世的遗体被迁移至圣伯多禄大殿，并陈列三天。据圣座新闻办公室表示，陈列期间约有195,000人到场悼念。4日晚间，本笃十六世的面部被盖上白布，在将其在位时所使用的物件放到遗体旁后，棺材正式闭合。

### 弥撒

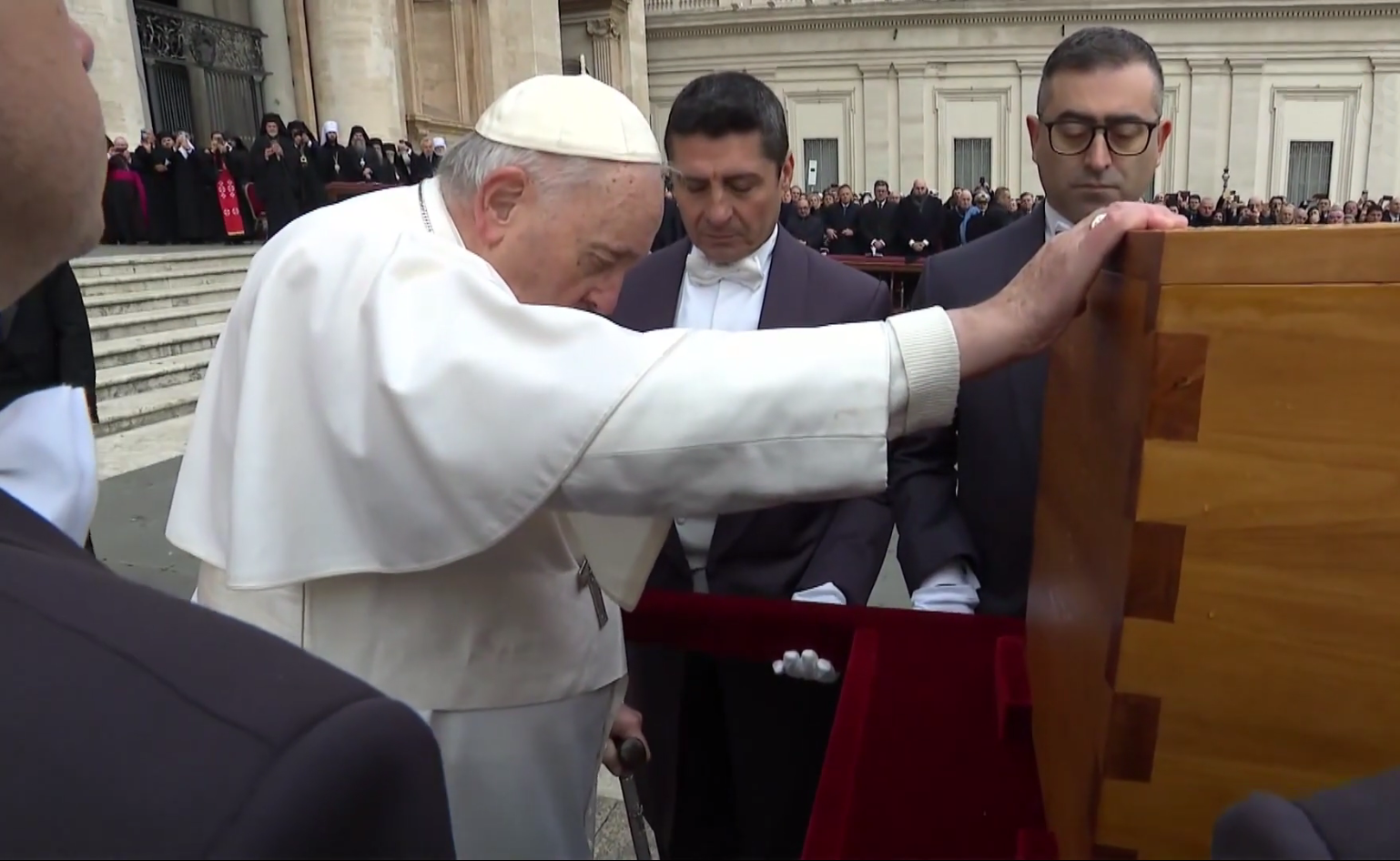
教宗方济各与本笃十六世棺材的合影

葬礼弥撒的计划书于1月3日公布。马泰奥·布鲁尼于弥撒开始前透露，此次弥撒的各个环节与常规礼拜仪式大致相同，只是将适用于在任教皇的部分用其他方式代替。为了和先前的教皇葬礼区分，教廷决定以感恩經作为本笃十六世的祭文，而不采用此前使用的罗马经文。
葬礼被定于5日09:30左右在聖伯多祿廣場开始，由继任教宗方济各主持，西斯汀小堂合唱团负责葬礼音乐，樞機團團長若翰·雷负责圣餐礼相关事宜。此次葬礼约有50,000参加，其中有部分参与者要求尽快封圣。根据本笃十六世的遗嘱，该次葬礼的规模比一般的教皇葬礼较小。
教宗方济各在弥撒仪式上根据福音书上的部分章节作出了简短的布道，并对本笃十六世的一生表示称赞。有评论人士以此与本笃十六世在若望保禄二世的葬礼上所作的更具赞美意味的布道进行对比。
在此次葬礼之前，首次有教皇参与筹办前任教皇的葬礼是在1802年，当时于1799年在法国逝世的庇護六世的遗体被带回罗马，时任教皇庇護七世出席了他的葬礼。

### 下葬

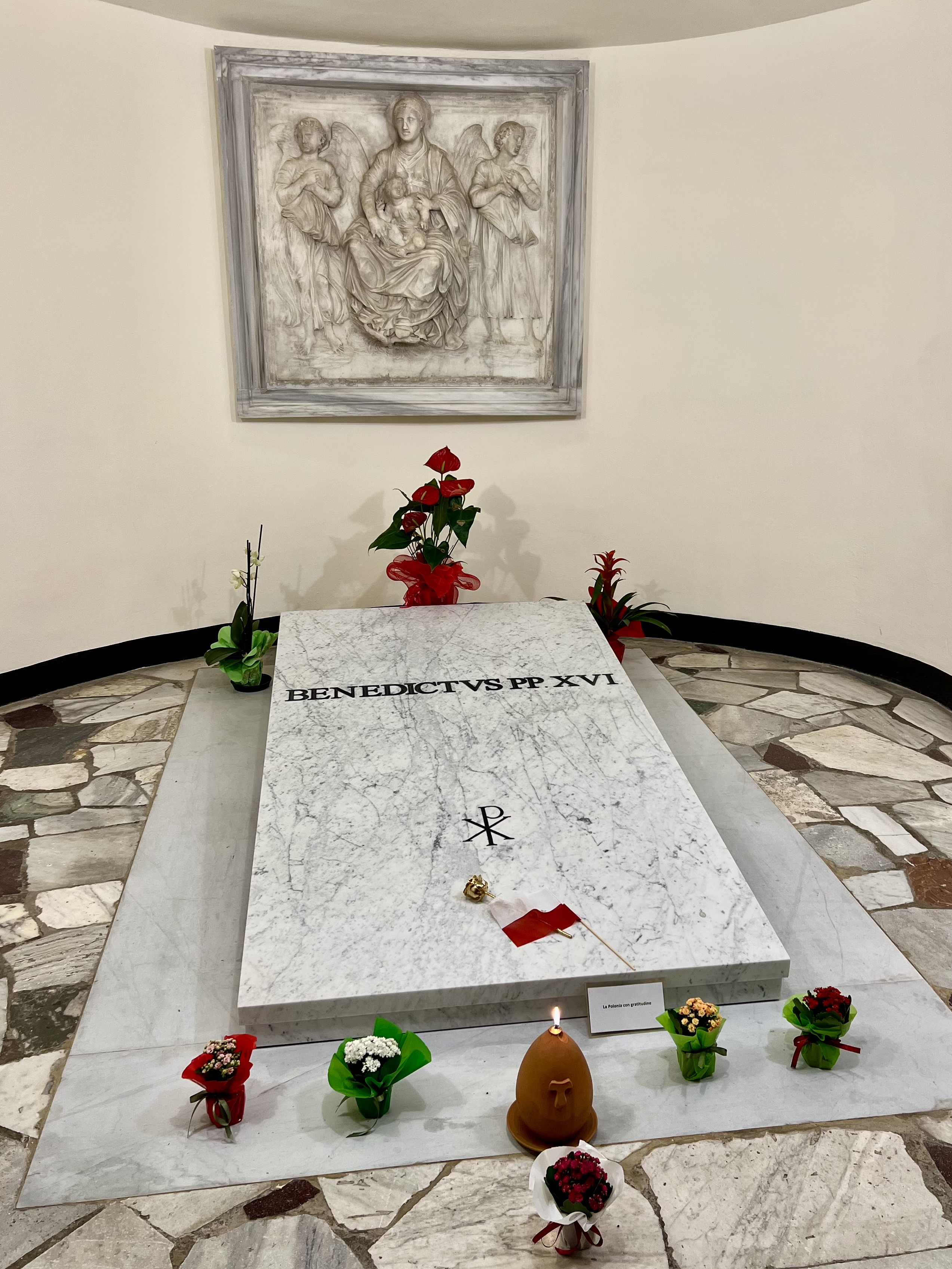
本笃十六世的坟墓，位于圣伯多禄大殿地底

葬礼结束后，本笃十六世被正式安葬在圣伯多禄大殿的地下室内，而若望保祿二世自2005年去世后也曾一度葬在同一地点，直到2011年受福后迁离。根据过往传统，本笃十六世的丝柏制棺材被放置在锌制棺材中，而锌制棺材又由橡木外棺包裹。棺内放入了介绍本笃十六世生平和牧职简史的公证书、他牧职期间铸制的勋章和钱币，以及他的羊毛肩带。2023年1月8日始，坟墓开放公众参观。
1月31日，梵蒂冈发行了本笃十六世的纪念邮票。

### 出席政要

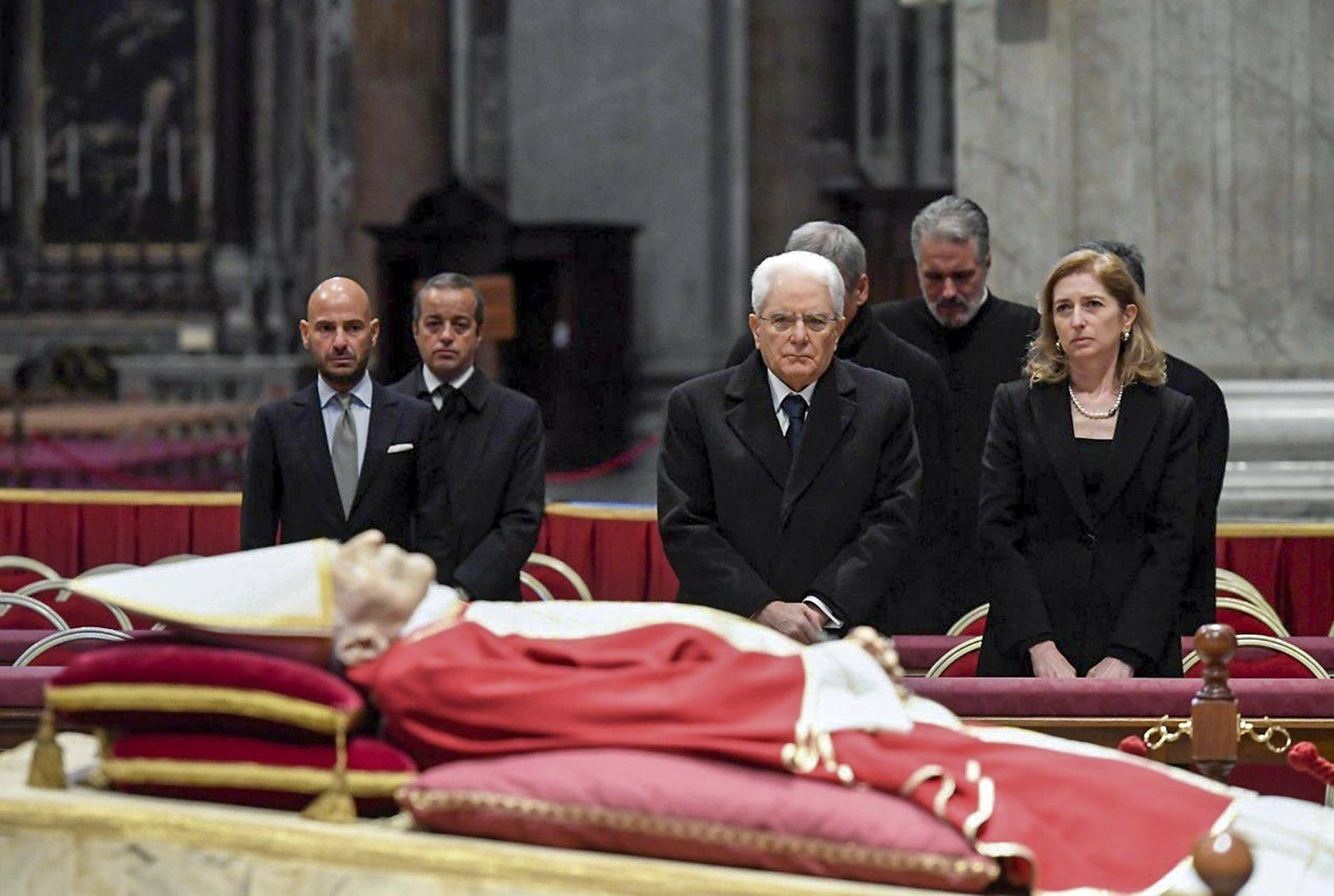
意大利总统塞尔焦·马塔雷拉向正在陈列的本笃十六世致敬，摄于1月2日

为遵守本笃十六世简办葬礼的要求，梵蒂冈仅邀请了意大利及德国政要派遣代表团，而其他国家亦可派代表以私人名义参加。这一决定受到葡萄牙总统馬塞洛·雷貝洛·德索薩批评，他表示自己只会代表国家而不会以私人名义前往。

#### 意大利
- 塞尔焦·马塔雷拉，总统[55]
- 焦尔吉娅·梅洛尼，总理[56]
- 参议院议长伊尼亞齊奧·拉魯薩[57]原计划前往，但后来因病取消，并由副议长毛里齊奧·加斯帕里（英语：Maurizio Gasparri）代替出席[58]
- 洛伦佐·丰塔纳，众议院议长[57]。
- 西尔瓦纳·夏拉（英语：Silvana Sciarra），宪法院院长[59]
- 安东尼奥·塔亚尼，外交部部长[59]
- 詹卡洛·乔尔杰蒂（英语：Giancarlo Giorgetti），经济财政部部长[60]
- 圭多·克罗塞托，国防部部长[60]
- 卡洛·诺尔迪奥（英语：Carlo Nordio），司法部部长[60]
- 弗朗切斯科·洛洛布里吉达，农业和粮食主权部长[60]
- 安娜·玛丽亚·贝尔尼尼（英语：Anna Maria Bernini），大学及研究部长[59]
- 詹納羅·桑朱利亞諾，文化部部长[60]
- 馬里奧·德拉吉，前总理[61]
- 马里奥·蒙蒂，前总理
- 萨沃伊公主维多利亚（英语：Princess Vittoria of Savoy）
- 克洛蒂尔德·库罗

#### 德国

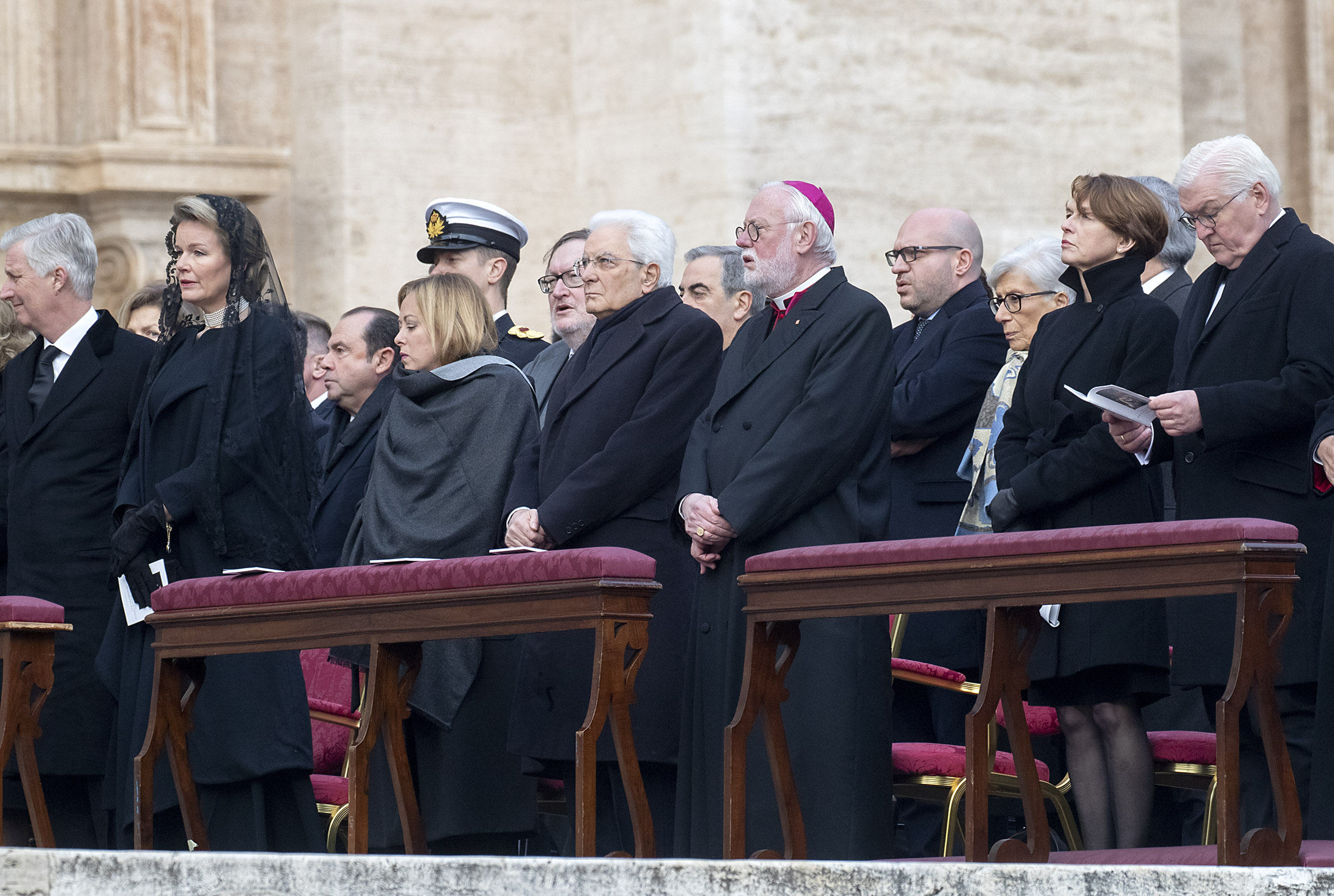
德国代表团，前排左起：菲利普国王与玛蒂尔德王后、喬治亞·梅洛尼、塞尔焦·马塔雷拉、保罗·加拉格尔 、埃尔克·布登本德、弗兰克-瓦尔特·施泰因迈尔

- 总统弗兰克-瓦尔特·施泰因迈尔及第一夫人埃尔克·布登本德[62]
- 奥拉夫·朔尔茨，总理[62]
- 貝貝爾·巴斯，联邦议院议长[62]
- 彼得·辰彻（英语：Peter Tschentscher），联邦参议院议长[62]
- 施特凡·哈巴特（英语：Stephan Harbarth），联邦宪法法院院长[62]
- 南希·費瑟，内政和家园部长[63]
- 弗里德里希·默茨，在野党领袖[64]
- 马库斯·索德尔，巴伐利亚州州长[62]
- 京特·贝克施泰因，前巴伐利亚州州长[62]
- 埃德蒙德·斯托伊贝，前巴伐利亚州州长[62]
- 胡贝特·艾旺格（英语：Hubert Aiwanger），巴伐利亚州副州长[65]
- 伊尔塞·爱格纳（英语：Ilse Aigner），巴伐利亚州议会议长[66]
- 阿洛伊斯·格魯克（英语：Alois Glück），前巴伐利亚州议会议长[66]
- 卡尔·弗雷勒（英语：Karl Freller），巴伐利亚州议会第一副议长[66]
- 贝内迪克特·迪特曼，马克特尔[註 1]第一副市长[67]

#### 其他国家

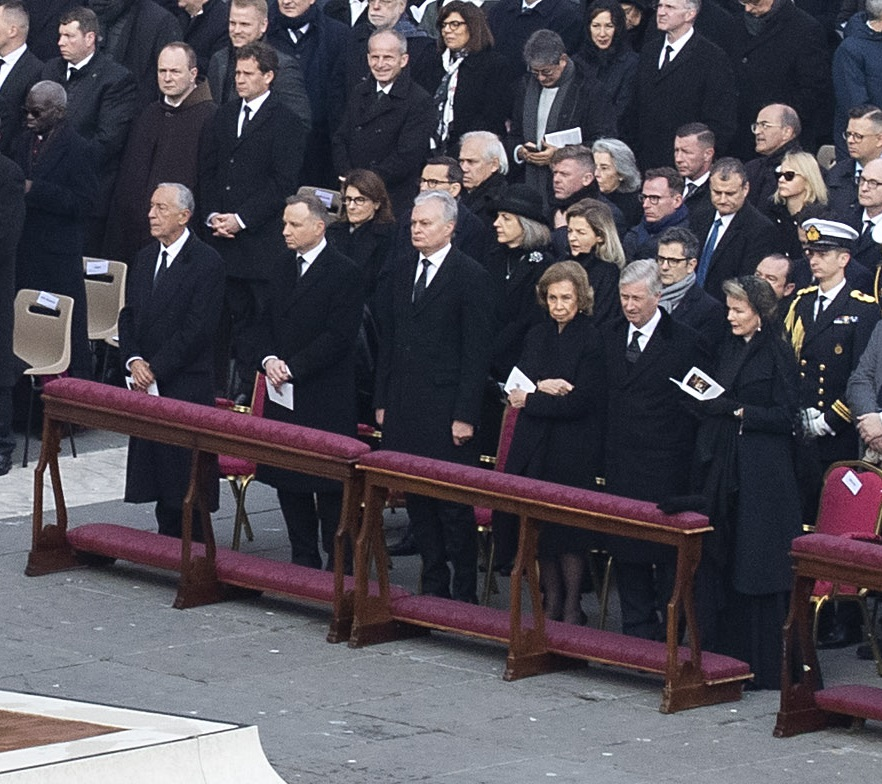
其他国家代表团，前排左起：馬塞洛·雷貝洛·德索薩、安杰伊·杜达、吉塔納斯·瑙塞達、希臘的索菲亞、比利时国王菲利普及王后玛蒂尔德

- 霍安·恩里克·比韦斯-西西利亚总主教，安道尔大公之一[68]
- 海因茨·菲舍尔，奥地利前总统[55]
- 比利时国王菲利普及王后玛蒂尔德[69]
- 陈建仁，前中华民国副总统，作为总统蔡英文的特别大使出席[70][71][72]
- 约翰尼斯·卡苏利迪斯（英语：Ioannis Kasoulidis），塞浦路斯外交部部长[73]
- 彼得·費亞拉，捷克共和国总理[74]
  - 瓦茨拉夫·克劳斯，捷克前总统[74]
  - 馬利安·尤雷卡（英语：Marian Jurečka），捷克劳工及社会事务部部长[74]
- 诺瓦克·卡塔琳，匈牙利总统[75]
- 弗朗西斯·科林斯（英语：Frances Collins (diplomat)），爱尔兰驻圣座办公室大使[76]
- 唐妮卡·格瓦拉-施瓦茨（英语：Donika Gërvalla-Schwarz），科索沃外交部部长
- 列支敦士登王子斯蒂芬（英语：Prince Stefan of Liechtenstein），亲王漢斯·亞當二世的表弟，代表亚当二世担任驻圣座办公室大使[77]
- 吉塔納斯·瑙塞達，立陶宛总统[78]
- 安杰伊·杜达，波兰总统[75]
  - 馬泰烏什·莫拉維茨基，波兰总理[79]
- 馬塞洛·雷貝洛·德索薩，葡萄牙总统[75]
  - 卡塔里娜·萨尔门托·卡斯特罗（英语：Catarina Sarmento e Castro），葡萄牙司法部长[80]
- 玛丽娅·路易莎·贝尔蒂（英语：Maria Luisa Berti）和馬紐埃爾·恰瓦塔（英语：Manuel Ciavatta），圣马力诺执政官[81]
- 娜塔莎·皮尔茨·穆萨尔，斯洛文尼亚总统[82]
- 爱德华·黑格尔，斯洛伐克总理[74]
- 希臘的索菲亞，西班牙前任王后，代表儿子費利佩六世参加
  - 费利克斯·博拉尼奥斯（英语：Félix Bolaños），总统府大臣[75]
  - 伊莎贝尔·塞拉，驻圣座办公室大使[83]
- 吉莉安·基冈，英国教育大臣[84]
- 喬·唐納利，美国驻圣座办公室大使[85]
- 热拉尔德·达尔马宁，法国内政部部长[86]

#### 宗教代表
- 霍安·恩里克·比韦斯-西西利亚，天主教烏赫爾教區主教[68]
- 約翰·蒂莫西·鄧拉普（英语：John T. Dunlap），马耳他骑士团大教长[87]
- 羅伯托·維亞佐（英语：Roberto Viazzo），马耳他骑士团政务会议成员[87]
- 赖因哈德·马克思，慕尼黑-弗赖辛总教区总主教[88]
- 莱内·玛利亚·沃尔基，科隆总教区总主教[67]
- 克里斯托弗·施波恩（英语：Christoph Schönborn），维也纳总教区总主教[89]
- 若望·若瑟·奧梅拉，巴塞罗那主教区总主教[83]
- 嘉祿·奧索羅·西耶拉，马德里总教区总主教[83]
- 廉洙政，首尔总教区荣休总主教[90]
- 扬·格劳布纳（英语：Jan Graubner），布拉格总教区总主教[74]
- 道明·杜卡，布拉格总教区荣休总主教[74]
- 弗朗茨·拉克纳（英语：Franz Lackner），萨尔茨堡总教区总主教[89]
- 路德维希·希克，班贝格总教区荣休总主教[67]
- 喬治·貝青（英语：Georg Bätzing），林堡教区主教及德国主教团主席[67]
- 鲁道夫·沃德霍尔泽（英语：Rudolf Voderholzer），雷根斯堡教区主教[67]
- 斯德凡·奥斯特（英语：Stefan Oster），帕绍教区主教[67]
- 额我略·玛利亚·汉克（英语：Gregor Maria Franz Hanke），艾希施泰特郊区[67]
- 埃贡·卡佩拉里（德语：Wilhelm Krautwaschl），格拉茨-塞考教区主教[89]
- 爱吉迪乌斯·兹希科夫维奇，艾森斯塔特教区主教[89]
- 弗朗西斯科·塞萨尔·加西亚·马甘（西班牙语：Francisco César García Magán），托莱多教区助理主教[83]
- 海因里希·贝德福德-斯特罗姆（德语：Heinrich Bedford-Strohm），德国巴伐利亚福音派信义宗教会主教[67]
- 夏洛特·克诺布洛赫（德语：Charlotte Knobloch），慕尼黑及上巴伐利亚以色列宗教区主席[67]
- 伊恩·欧内斯特（英语：Ian Ernest），坎特伯雷大主教[91]
- 依納爵·尤素福三世（英语：Ignatius Joseph III Yonan），敘利亞禮天主教安提約基雅宗主教區主教[90]
- 安德烈·契勒尔季奇（德语：Andrej Ćilerdžić），塞尔维亚正教会奥地利及瑞士管区主教[92]
- 安东尼都主教，莫斯科宗主教区对外教会关系部部长[67]
- 埃蒙·馬丁（英语：Eamon Martin），阿马教区总主教及愛爾蘭教区首席主教[93]
- 德莫特·法瑞尔（英语：Dermot Farrell），都柏林教区总主教及爱尔兰教区首席主教[94]
- 迪亞爾默德·馬爾廷（英语：Diarmuid Martin），都柏林教区荣誉总主教及爱尔兰教区荣誉首席主教[95]
- 伊玛目阿卜杜勒·瓦希德·帕拉维奇尼（義大利語：Abd al Wahid Pallavicini），意大利伊斯兰宗教社团（義大利語：Comunità Religiosa Islamica Italiana）代表[31]
- 陈日君，香港教区荣休主教[96][97][72][98][99][100][101]

## 反应

### 阿根廷
- 阿根廷外交部对本笃十六世之死表示了哀悼。阿根廷驻巴西大使丹尼尔·肖利称本笃十六世为“聪慧的神学家”。科尔多瓦省省长胡安·夏雷蒂（英语：Juan Schiaretti）则表示本笃十六世“将一生献给了教会”[102]。

### 奥地利
- 奥地利总统亞歷山大·范德貝倫以国家及个人名义表示哀悼，并称本笃十六世生前与奥地利有着特殊的联系[103]。
- 内阁总理卡尔·内哈默在Twitter上表示“全体天主教信徒都在共同悼念本笃十六世”，并提到本笃十六世是少数说德语的教堂领导人之一，同时称他为“历史上的一个重要人物”[104]。

### 巴西
- 2022年12月29日， 巴西传奇球星比利去世，巴西进入悼念期。12月31日本笃十六世去世后，巴西副总统漢密爾頓·莫朗代表身在国外的总统伯索纳罗签署了一项法令，规定悼念期继续延长。
- 巴西总统雅伊爾·博索納羅在推特发文：“很遗憾收到了榮休教皇本笃十六世的死讯——虽然他的教皇任期很短，但他为天主教会，所有基督徒和人类留下了巨大的遗产[105]”。
- 候任总统（英语：President-elect of Brazil）路易斯·伊纳西奥·卢拉·达席尔瓦在推特发文：“听闻榮休教皇本笃十六世的噩耗，我哀痛至极。我们有机会在他2007年访问巴西期间谈论他对信仰和基督教教义的妥协。我祝愿教宗的信徒和崇拜者得到安慰[106]。”
- 巴西國民議會在2023年1月1日卢拉的就职典礼上全体默哀一分钟，一同悼念球王比利和本笃十六世。

### 
- 哥斯达黎加总统羅德里戈·查韋斯·羅伯斯 在本笃十六世去世后宣布全国进入四天悼念期[107]。

### 英国
- 英联邦元首及英格蘭教會最高領袖查尔斯三世在声明中表示不会忘记在2009年访问梵蒂冈时和本笃十六世度过的愉快时光[108]。
- 英国首相里希·苏纳克在推特发文：“听闻榮休教皇本笃十六世去世，我甚是难过。他是一位伟大的神学家，2010年访问英国对我国天主教徒和非天主教徒来说都是一个历史性的时刻。今天，我们与英国和世界各地的天主教徒同在[109][110]。”
- 工党党魁凱爾·斯塔摩在推特发文：“很遗憾听到榮休教皇本笃十六世的死讯。他在2010年的国事访问对广大英国天主教徒来说是一个历史性和欢乐的时刻。愿他安息[109][111]。”
- 坎特伯雷大主教贾斯汀·韦尔比发表声明称本笃十六世是其所处时代最伟大的神学家之一，始终是天主教的信仰者及忠诚捍卫者，同时表示本笃十六世始终将耶稣作为思想根源和祷告的基础[112]
- 威斯敏斯特总教区总主教文森特·尼科尔斯在声明中表示本笃十六世将作为20世纪最伟大的神学家之一而为人们所铭记，“他是一名彻彻底底的绅士、学者、牧师以及上帝的子民”[113]。
- 天主教加的夫总教区总主教马克·奥图尔（英语：Mark O'Toole (bishop)）表示本笃十六世在遇到耶稣之后，他的整个生命“便拥有了新的高度以及确定的方向”[114]。
- 烏克蘭希臘禮天主教倫敦聖家教區的康納·諾瓦科夫斯基（英语：Kenneth Nowakowski）表示本笃十六世对于乌克兰希腊礼天主教会的艰难处境有深刻的了解，并表示这是因为本笃十六世曾亲身经历过法西斯时代及纳粹时代[115]。

#### 
- 澳大利亚总理安東尼·阿爾巴尼斯表示听闻本笃十六世去世后非常难过，并希望其“永远安息”[116]。
- 天主教悉尼总教区总主教安東尼·費舍爾（英语：Anthony Fisher）表示在自己与本笃十六世的几次会面中，感到他是“最为绅士的人”，并认为“在他生命的结尾，他的心中全是对耶稣的信仰以及对天主教信徒的爱”[116]。
- 本笃十六世的死讯公布不久后，澳大利亚天主教主教团主席蒂默西·科斯特洛（英语：Timothy Costelloe）在生命中表示澳大利亚人将会永远铭记这位曾在2008年悉尼世界青年节带领世界各地的青年前来祈祷的教皇，并表示自从本笃十六世在第二次梵蒂冈大公会议上担当专家顾问开始，他就成为了世界各地教会的重要人物。此外，科斯特洛还对本笃十六世关于爱、希望和真诚所发表的通谕以及他所出版的一系列书籍、对圣餐仪式等方面作出的重大改革以及对教会内存在的儿童性侵事件的处理提出称赞[117]。

#### 加拿大
- 加拿大总理賈斯汀·杜魯多表示本笃十六世是一名出色的神学家和学者以及众多人的榜样[118]。
- 官方反对党领袖博励治表示本笃十六世生前为众多天主教信徒提供了谦虚的服务以及丰富且具有深度的神学理论[118]。
- 加拿大天主教主教团的雷蒙·普瓦松（德语：Raymond Poisson (Bischof)）表示本笃十六世“给我们留下了众多可贵的教义，并将持续激励我们”[118]。

### 捷克
- 捷克总统米洛什·泽曼在写给教宗方济各的信中表达了哀悼，并提及本笃十六世于2009年对该国的访问，称之为“捷克现代历史上的一个重要时刻”[119]。
- 捷克总理彼得·费亚拉通过社交媒体表示了哀悼，并称本笃十六世为“当今时代最有智慧的领袖人物之一”[119]。

### 丹麦
- 丹麦女王瑪嘉烈二世通过丹麥王室的官方Instagram账户表示“本笃十六世是一位著名的神学家和天主教信众的公仆，我们将永远铭记他”[120][121]。

### 斐济
- 斐济总理西蒂韦尼·兰布卡在写给教宗方济各的信中表达了哀悼，并表示“对于荣休教皇的去世，我向贵办公室传达相同的心情。全体斐济人民将与你们共同为教皇祈祷。希望教皇的灵魂得以安息，也希望他所留下的遗产成为我们所有人的激励[122]。

### 德国
- 德国总统弗兰克-瓦尔特·施泰因迈尔表示德国人民将共同悼念本笃十六世以及铭记他所做的工作[123]。
- 德国总理奥拉夫·朔尔茨发表声明表示，“作为在德国出生的教皇，本笃十六世不仅仅是德国的教会领导人，更是许多教区的领导人。世界失去了一位影响深远的天主教人物、一位斗志旺盛和充满智慧的神学家”[124]。
- 德国前总理安格拉·默克爾表示本笃十六世是当今最有斗志及最卓越的宗教思想家之一，并表示本笃十六世在2013年作出的辞职的决定表明“即使是如此杰出的人也不得不面临年龄增长所带来的负担”[125]。
- 本笃十六世出生地巴伐利亚州的州长马库斯·索德尔在声明中表示“巴伐利亚人民将共同悼念我们的教皇”，并表示天主教社会失去了一位令人信服的代表人物及20世纪最有影响力的神学家之一。此外索德尔还下令各大政府部门降半旗致哀，并宣布自己将会带同代表团赴罗马参加葬礼[126][127]。
- 德国天主教主教团主席喬治·貝青称本笃十六世为一名令人印象深刻的神学家及一名富有经验的牧师，表示德国主教团将共同悼念这位“即使是在困难时期也仍然给人们以希望和方向”的教皇，并代表德国教区向本笃十六世表达感激[128]。

### 印度
- 印度总理纳伦德拉·莫迪在Twitter上表示了哀悼，并称本笃十六世将凭借其对社会的丰富贡献而永远被人们铭记[129]。
- 果阿邦首席部长普拉莫德·萨万特（英语：Pramod Sawant）[130]及喀拉拉邦首席部长皮纳拉伊·维贾扬在Twitter上作出了哀悼[131]。
- 天主教孟买总教区总主教奥斯华·格拉西亚斯在新年信件中将本笃十六世描述为20世纪最伟大的基督教神学家，并表示他的描述亦是天主教及新教神学家所公认。格拉西亚斯同时表示本笃十六世是“最为善良、绅士以及谦虚的人之一”。作为由本笃十六世亲自指定的主教，格拉西亚斯也到罗马参加了葬礼[132]。
- 天主教果亞暨達曼總教區总主教斐理伯·內利·費勞（英语：Filipe Neri Ferrão）认为本笃十六世拥有极其聪慧、虔诚及谦虚的性格，是一位“热心渴望向众人传达教义”的牧师。他并表示葬礼当天，果阿的圣加大肋纳主教座堂也将为本笃十六世举办一场弥撒，且悬挂在总主教居所外的梵蒂冈国旗也将维持半旗状态至葬礼结束[130]。
- 叙利亚-玛拉巴礼天主教会大总主教乔治·阿伦谢雷对本笃十六世所拥有的圣经知识及神学方面的专业性作出了称赞。叙利亚-玛兰卡礼天主教会大总主教巴塞利奧斯·克利米斯·托通克爾则表示本笃十六世的“知识、研究和经历”将为天主教教会提供延续动力。上述两位大总主教都参加了本笃十六世的葬礼[131]。

### 印度尼西亞
- 印度尼西亚总统佐科·維多多通过声明表示了对本笃十六世的哀悼[133]。
- 印尼宗教事务部部长雅库特·乔利尔·库马斯（英语：Yaqut Cholil Qoumas）在声明中称本笃十六世为“世界和平的捍卫者”，并对本笃十六世天主教教义上坚持的保守立场以及其对天主教信仰的捍卫作出了纪念，以及对其在人权方面的工作提出了称赞[134]。

### 法國
- 法国总统埃马纽埃尔·马克龙以法语在推特发文表示他们“与法国和世界各地的天主教徒同在”[109][135]

### 爱尔兰
- 爱尔兰总统麥克·希金斯表示本笃十六世也会因为其在工作中所传递给信众的价值观而被铭记，并表示这些价值观同时受到支持者和批评者的尊重[136]。
- 爱尔兰总理利奥·瓦拉德卡发声明表示听闻本笃十六世的死讯后深感悲伤，“本笃十六世作为一名警察和一名厨师的儿子以及一千年来首位德国裔教皇，在其领导天主教会的近十年历程中，他最终成为了‘上帝的葡萄园’[註 2]中一名谦逊的工作者[137]。”
- 爱尔兰副总理米哈爾·馬丁表示本笃十六世生前展示了强大和谦虚的人格。“他之所以选择退休，是因为他通过仔细考虑后觉得自己日渐恶化的身体状况已不能胜任教会领导工作”。马丁亦有对本笃十六世在维护和平方面的工作提出了赞誉[138]。
- 阿马总教区总主教埃蒙·馬丁在声明中表示本笃十六世富有灵性且对教义具有深刻的理解，并称其为“一名杰出的基督教使徒”[139]。

### 以色列
- 以色列总理本雅明·内塔尼亚胡在代表全体公民发表的声明中表示哀悼，并表示本笃十六世是一名伟大的精神领袖，“他始终致力于促进天主教與猶太教的關係（英语：Catholic Church and Judaism），其在2009年对以色列的历史性访问就是这一努力的体现”[140]。

### 義大利
- 意大利总统塞尔焦·马塔雷拉表示本笃十六世是一名杰出的神学家以及优秀的学者，且具有极为优秀的文化素养[141]。
- 意大利总理喬治亞·梅洛尼称本笃十六世为“信仰和公理的巨人”，并表示“他用一生为广大信众提供服务和与人们的心灵对话，并且将继续这么做”[128]。
- 意大利主教团主席玛窦·祖皮表示本笃十六世的一生是以爱为基础，而这种爱是其与上帝之间的关系的一种反应，“弥留之际，他用沉默向人们展示了这种关系。我们感谢上帝赐予他生命以及他对教会的服务，这些都是他不断寻求面见上帝的见证，而现在他终于可以如愿”[128]。
- 葬礼举办当天，意大利境内所有政府部门、地方部门及公共建筑全部降半旗致哀[142]。

### 日本
- 日本首相岸田文雄针对本笃十六世之死表示了哀悼，另据外交部表示岸田文雄亦有提及本笃十六世对世界和平的贡献，并表示 本笃十六世在2011年日本東北地方太平洋近海地震及福岛第一核电站事故后在精神上给过日本人很大安慰[143]。

### 盧森堡
- 卢森堡大公亨利表示本笃十六世“即使是在退休之后，也仍然不知疲倦地履行着一名牧师及传道者的义务”[144]。

### 墨西哥
- 墨西哥总统安德烈斯·曼努埃尔·洛佩斯·奥夫拉多尔通过社交媒体表示哀悼，将本笃十六世称为优秀的学者及神学家，并表示希望本笃十六世安息[145][146]。其后外交部秘书马塞洛·埃布拉德亦作出相似表述[147][145]。

### 荷蘭
- 荷兰首相马克·吕特表示本笃十六世的去世使天主教教会失去了一位重要的精神及智慧领袖，“我们将永远心存敬意地铭记他”[128]。

### 挪威
- 天主教奧斯陸教區的伯爾納鐸·毅華·埃德斯維格（英语：Bernt Ivar Eidsvig）将本笃十六世成为“过去100年来最伟大的神学家”。埃德斯維格后来在接受挪威广播公司采访时表示：“本笃十六世精通所有神学领域，我实在想不到其他能做到这种程度的人[143]。”

### 巴勒斯坦
- 巴勒斯坦总统马哈茂德·阿巴斯在其于Telegram上发表的悼词中表示不会忘记本笃十六世于2009年5月到访耶稣出生地伯利恒的场景，并称当时本笃十六世向全世界传达了爱与和平的观念。“教皇在耶路撒冷的阿克薩清真寺區（英语：Al-Aqsa）会见了伊斯兰教及基督教人士，并到难民营会见了巴勒斯坦的难民，表达了对巴勒斯坦人民自由和独立的永久支持[148]。

### 巴拉圭
- 巴拉圭总统马里奥·阿夫多·贝尼特斯在Twitter上表示：“我们同样为这位留下丰富遗产并始终秉承信仰、公理和正义且能坚持为之付出行动的荣休教皇的去世感到悲痛。希望教皇安息[149]。
- 总统候选人埃弗拉因·阿莱格雷在Twitter上祝愿本笃十六世安息，并表示本笃十六世的智慧及伟大向人们展示了一位伟大的领导者及基督教徒[150]。

### 菲律賓
- 菲律宾总统小费迪南德·马科斯通过Twitter表示深感悲痛，“菲律宾人民也将为他祈祷，令他的灵魂得以永生[151]。
- 天主教卡洛坎教区主教、菲律宾主教团主席巴勃罗·维尔吉利奥·大卫（英语：Pablo Virgilio David）称本笃十六世为“将永远为菲律宾人铭记的代表慈善的教皇”[151]。

### 波蘭
- 波兰总统安杰伊·杜达在Twitter上表示“世界失去了一位20世纪和21世纪的优秀神学家以及若望保祿二世的亲密好友”，并表示“本笃十六世所作的工作以及优秀服务是当今这个充满动荡和欺骗的世界的路标”[152]。
- 波兰总理馬泰烏什·莫拉維茨基在Facebook上表示“虽然今日世界蒙受了一个巨大的损失，但本笃十六世留下的精神及智慧遗产对于我们来说仍将永远至关重要”[152]。

### 葡萄牙
- 葡萄牙总统馬塞洛·雷貝洛·德索薩在总统官方网站上表示本笃十六世“在其8年的教皇任期中一直是稳定的象征及天主教价值观的捍卫者”，并对本笃十六世在2010年5月对葡萄牙的访问作出纪念[153]。
- 葡萄牙总理安東尼奧·科斯塔在Twitter上回忆了他在担任里斯本市长时接待本笃十六世的经历，并表示本笃十六世的工作及不懈的精神仍将长期留在信众心中[153]。
- 葡萄牙共和国议会议长奥古斯托·桑托斯·席尔瓦（英语：Augusto Santos Silva）表示本笃十六世之死是一个对于天主教教会及众多信众的突然打击。他并向本笃十六世表示敬意，重点称赞本笃十六世的“智慧形象及为教皇辞职提供的基础性示范”[153]。
- 2023年1月5日，葡萄牙宣布全国进入一天悼念期，所有区域需降半旗[154]，

### 羅馬尼亞
- 罗马尼亚玛格丽塔公主向教宗方济各发送了一则私人Telegram信息并向各地天主教会表示哀悼[155]。

### 俄羅斯
- 俄罗斯总统弗拉基米尔·普京称本笃十六世为一名“卓越的宗教人物和发言人以及天主教传统价值的坚定捍卫者”[156]。
- 莫斯科牧首基里尔 强调了本笃十六世“在当今这个脱离宗教掌控的世界中为基督作见证以及维护传统道德价值观念”的重要性，并表示在本笃十六世担任教皇期间，天主教会与俄罗斯正教会之间的关系得到了重大发展[128]。

### 塞舌尔
- 塞舌尔总统瓦韦尔·拉姆卡拉旺代表塞舌尔政府和人民向圣座办公室和枢机团表示了哀悼[157]。

### 新加坡
- 新加坡总统哈莉玛·雅各布在给教宗方济各的信中表示深感悲痛，并表示本笃十六世将会因为其所作出的“无私奉献”而永远被天主教团体铭记[158]。
- 新加坡总理李显龙在写给圣座国务枢机卿伯多禄·帕罗林的信中代表新加坡政府传达了哀悼之情[158]。

### 南非
- 南非总统西里爾·拉馬福薩发表声明表示南非人民“深深敬佩本笃十六世对天主教会乃至全人类所起到的精神领袖作用”[159]。

### 
- 韩国执政党國民力量一名发言人在声明中表示本笃十六世的退休是对教会的翻新，并称“他作为一名朝圣者的领导人形象将永远被记住”[160]。
- 反对党共同民主党一名发言人表示感谢本笃十六世生前“非常关注和平及朝鮮半島統一問題”[160]。

### 西班牙
- 西班牙国王費利佩六世表示得知本笃十六世去世后非常悲痛，并强调了本笃十六世“丰富及充满智慧的精神遗产”[161]。
- 西班牙首相佩德罗·桑切斯称本笃十六世是“一名将其一生奉献于服务他人、正义及和平事业的伟大神学家”[162]。
- 马德里自治区主席伊莎贝尔·迪亚斯·阿尤索通过一项法令，宣布于12月31进入哀悼期，至1月2日结束[163]。

### 泰國
- 泰国国王玛哈·哇集拉隆功向教宗方济各发送了悼念信息，表示“我与女王蘇提达在听到这位备受尊重和敬仰的教皇去世的消息后都深感悲痛，我们的国家和人民必定会为他祈祷。在2006年已故国王、我的父亲普密蓬·阿杜德登基60周年之际，我代表我庄严的父亲接待了教宗的使者，并送上了良好的祝愿，我本人对此感到非常自豪。泰国国内乃至全世界的天主教团体一直对教宗慈悲、深厚的信仰和灵性心怀感激，并将之作为奉献的榜样。请允许我代表泰国人民对这一重大损失表示衷心的共情和哀悼”[164]。

### 乌克兰
- 乌克兰总统弗拉基米尔·泽连斯基 在生命中向教宗方济各及各地天主教团体表示了“衷心的哀悼”，并称本笃十六世为“一名杰出的神学家及普世价值的推行者”[165]。

### 美国
- 美国总统乔·拜登发声明表示本笃十六世“作为一名受其原则和信仰所驱使，从而终生致力于为教会做贡献的著名神学家，将永远为人们所铭记”[166]。
- 众议院议长南希·佩洛西表示本笃十六世是一名世界性的领导人物，“其奉献精神、学术素养及所传达的充满希望的信息打动了所有具有不同信仰的人”[167]。
- 天主教纽约总教区总主教弟茂德·彌額爾·多蘭在声明中称“全人类都将为这位博学、聪慧以及神圣的人的去世感到悲痛”，并对本笃十六世指定他为总主教及樞機表示感谢[168]。多兰还表示将前往梵蒂冈参加葬礼[169]。
- 美国天主教主教团主席及美國軍中服務總教區总主教蒂默西·博吉李奧（英语：Timothy Broglio）在其意见反馈报告中表示“教会成员感谢本笃十六世在任内所做的工作”[170]。

### 欧盟
- 欧洲联盟委员会主席乌尔苏拉·冯德莱恩表示“我的心与所有教会成员同在”。她并强调本笃十六世辞职的决定“发出了一种强烈的信号”，表示本笃十六世“对自己的定位始终是上帝及教会的服务者”[128]。
- 欧洲议会议长萝伯塔·梅措拉代表欧洲人民作出哀悼，并表示希望本笃十六世安息[128]。

### 联合国
- 联合国秘书长安东尼奥·古特雷斯称本笃十六世“以信仰为原则，始终如一地追求和平及捍卫人权”，“是世界上千万人的精神领袖及当今最为卓越的学术性神学家之一”，表示向世界各地所有曾经受到本笃十六世的布道生涯及“始终坚持以非暴力及和平方式行事的精神”所激励的人士发出“最深切的哀悼”[143]。

### 中华人民共和国
- 中华人民共和国外交部发言人毛宁表示：“中方对前教皇本笃十六世逝世表示哀悼。中国天主教爱国会主席（李山）和中国天主教主教团主席（沈斌）已代表中国天主教600多万神长教友向教皇方济各致唁电。”[171]。

### 中華民國
- 中華民國总统蔡英文指示外交部表達誠摯慰問，並指派前副總統陳建仁作為特使出席葬禮。蔡并对本笃十六世对全人类的贡献作出称赞[172][173][174][175]。